# Sanders Sims
Sanders Scott Sims (1. lipnja 1921. – 5. siječnja 2003.) je bivši američki hokejaš na travi. Igrao je na mjestu veznog igrača.
Sudjelovao je na hokejaškom turniru na OI 1948. u Londonu, igrajući za reprezentaciju SAD-a. SAD su izgubile sve 3 utakmice u prvom krugu, u skupini "B". Zauzele su od 5. – 13. mjesta. Sims je odigrao jedan susret. 
Igrao je za Philadelphia Hockey and Tennis Club.

## Vanjske poveznice
- Profil na Sports-Reference.com  Arhivirana inačica izvorne stranice od 3. ožujka 2012. (Wayback Machine)